# Laestadianismo

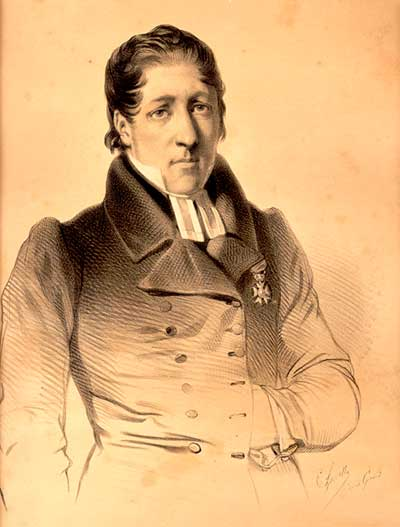
Lars Levi Læstadius, fundador do laestadianismo

O laestadianismo é um movimento religioso, dentro das igrejas protestantes luteranas, iniciado pelo pastor Lars Levi Læstadius, em meados do séc. XIX na Lapónia sueca.

Hoje em dia, tem maior proeminência na Finlândia, Suécia, Noruega e Estados Unidos.

Os adeptos reunem-se em locais particulares, em sessões intensivas, onde ocorre a confissão pública dos pecados, prática que acreditam conduzir à absolvição desses pecados.